# Rigveda
El Rigveda o Rig-veda (en sànscrit ऋग्वेद, IAST Ṛgveda, "Saber de les estrofes") és una col·lecció d'himnes (sūkta) antics i sagrats de l'hinduisme fets a l'Índia i en llengua sànscrita vèdica. Són part dels quatre grans texts canònics (Śruti) de l'hinduisme que es coneixen sota el nom de Veda. És un dels texts més antics escrits en una llengua indoeuropea, compostos entre el 1500 i el 900 aC. Tot i així la compilació final d'aquests himnes no es va produir fins aproximadament el 300 dC.

## Estructura i composició
Com els altres Veda, el Rigveda consta de quatre parts: la part més antiga i important és el samhita, que conté els himnes. El segueix el Brahmana que compila comentaris sobre els himnes, l'Aranyaka detallant rituals secrets o perillosos i finalment l'Upanixad que conté reflexions filosòfiques.
El samhita del Rigveda consta de 1.028 himnes organitzats en deu reculls (maṇḍala) i transmesos en dues recensions (śākhā) majors: el padapāṭha de Vidagdha Śākalya i el saṃhitāpāṭha de Bāṣkala. Dels deu reculls, els més antics són els 2-7, mentre que els reculls 1 i 10 varen ser els més tardans.
L'autoria dels himnes pot ser atribuida a deu famílies de poetes o savis que els transmetien oralment. Encara avui en dia el Rigveda (i els altres Vedes) és memoritzat oralment pels sacerdots hindús, que aprenen a memoritzar-lo en escoles especialitzades (Vedshales) entre els 7 i 20 anys d'edat dedicant-hi entre 8 i 10 hores cada dia. La primera compilació del samhita del Rigveda, que incloïa tan sols els reculls 2-7 i parts del 8 i 1 pot ser que ocorreguès en el context de l'ascens del Regne de Kuru al voltant de l'any 1000 aC quan una autoritat central pogué unificar diferents tradicions familiars.

## Datació i context històric
Datar el samhita del Rigveda és molt díficil degut al seu contingut (col·lecció d'himnes religiosos) i la seva transmissió oral inicial. La manca de mencions del ferro, però si d'altres metalls, en els himnes permet argumentar que els himnes haurien d'haver estat composts no més tard que al voltant de l'any 1000 aC, quan comença a explotar-se el ferro al nord de l'Índia.
Pel que fa a les parts més tardanes (Brahmana, Aranyaka, Upanixad) aquestes van ser compostes durant el període vèdic tardà a partir aproximadament del 700 aC.
El valor del Rigveda (especialment el seu nucli, el samhita) com a font històrica és molt elevat, ja que és l'única font escrita d'on es pot extreure informació sobre el període immediatament posterior a l'entrada dels indoaris a l'Índia. Tot i així el seu ús com a font històrica presenta limitacions importants, ja que el text reflecteix merament les preocupacions religioses i rituals d'un sector elevat de la societat, en detriment d'altres temes i estrats socials.
El Rigveda pot ser considerat un text transicional entre la poesia d'alabança típica del món indoeuropeu i la tradició ritual vèdica. Els himnes rigvèdics tenen elements en comú amb un conjunt de texts antics iranians, l'Avesta, indicant la procedència comuna i contactes d'indoaris i indoiranians.
El Rigveda dona suport a la caracterització dels indoaris com un grup pastoral i semi-nomàdic on el bestiar suposava la font principal de riquesa i un bé d'altíssim valor. Aquest grup estava dividit en diverses tribus (vis) que guerrejaven entre si i també contra altres grups anomenats panis i dases, que podrien haver estat grups que ja es trobaven al nord-oest de l'Índia abans de l'entrada dels indoaris.
Les primeres atestacions del sistema de castes a l'Índia es poden trobar als himnes més tardans del Rigveda, que mostren una diferenciació social creixent entre guerrers (kxatriyes), sacerdots (bramans), agricultors i comerciants (vaïxyes) i els treballadors i gent fora del sistema (xudres). D'especial rellevància és l'himne 10.90 on l'existència de castes es justificada mitològicament argumentant que en el sacrifici de l'home primigeni els bramans sorgiren de la seva boca, els kxatriyes dels seus braços, els vaïxyes de les cuixes i els xudres dels peus.

## Divinitats

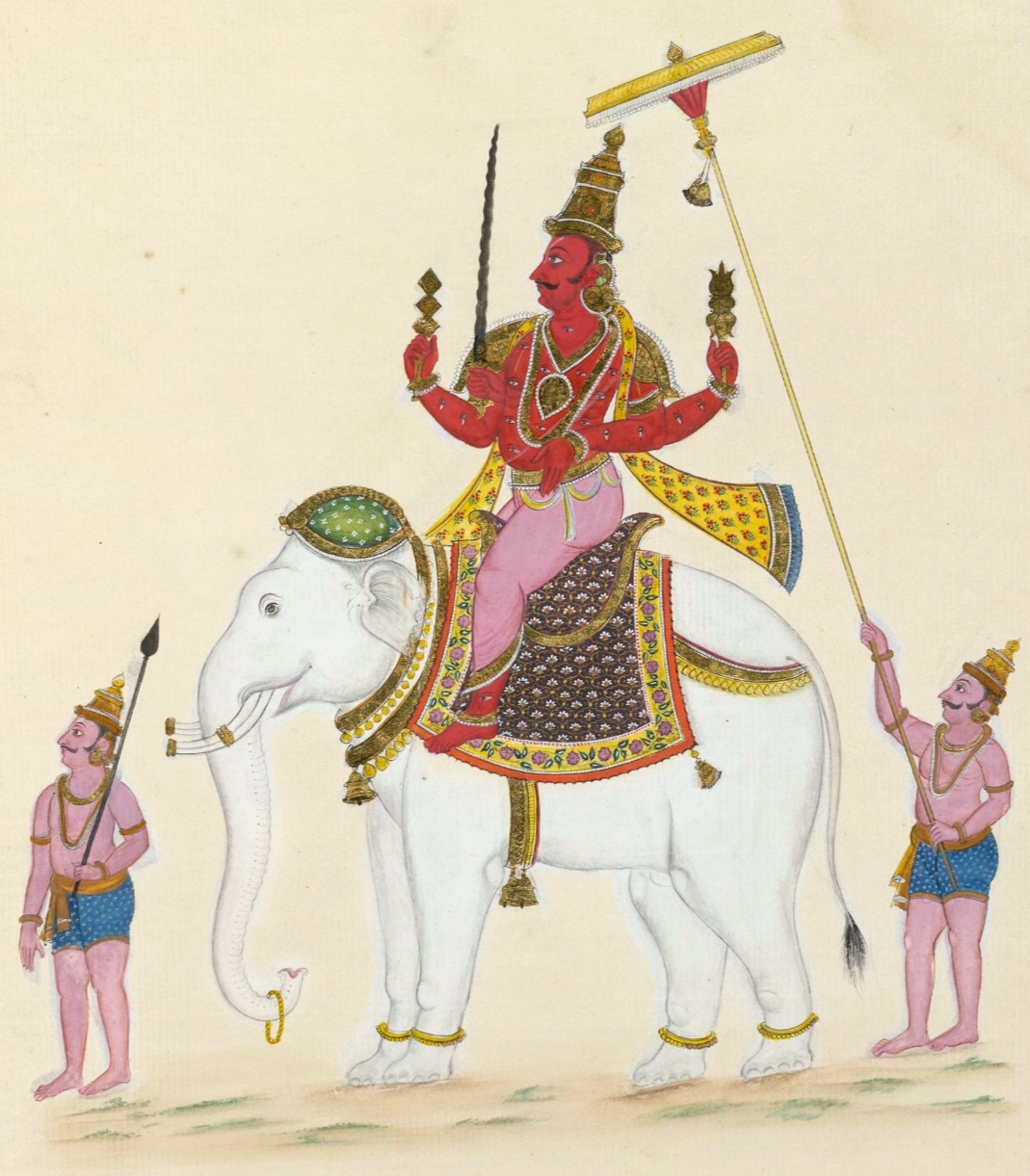
Representació del déu rigvedic Indra

Les divinitats a qui els himnes del Rigveda estaven dedicats són diferents de les divinitats més venerades per l'hinduisme actual. El déus principals del Rigveda són Indra, el déu guerrer; Agni, el foc deificat que porta els sacrificis als déus i Soma, divinitat associada a la beguda del mateix nom, encara que es mencionen una multitud de divinitats addicionals, entre elles el déu del cel Dyaus Pitr (cognat amb Zeus, Júpiter i el mot 'déu') i Vixnu, la personificació del sacrifici, que agafarà major importància a mesura que l'hinduisme es desenvolupi.
Tot i que típicament el Rigveda presenta Vixnu com a amic i aliat d'Indra, la inversió de la seva importància en el panteó hindú en temps posteriors a la composició del Rigveda es veu reflectida en un mite posterior (recollit al Harivamsa). En aquest mite Vixnu convenç un poble que deixi d'adorar Indra. Quan Indra ataca el poble amb un diluvi, Vixnu eleva tot el turó amb les seves mans perquè no s'inundi, provocant que fins i tot Indra mateix li dediqui lloances.

## Ús
Els himnes del Rigveda eren originalment emprats per el ritual del soma, on la planta del soma era premsada, filtrada i barrejada amb aigua i llet per crear una beguda ritual. Posteriorment en el període vèdic tardà els himnes del Rigveda eren emprats pels rituals solemnes, amb el sacerdots Hotar essent els encarregats de recitar-los.
La tradició ritual que originà els himnes rigvedics era fluïda i variable, encoratjant la creació de nous himnes, però amb la sintetització ritual que ocorregué al voltant del 1000 aC, els ara ancestrals himnes deixaren de ser eines per atreure els deus i reclamar el seu poder i esdevingueren part d'un complex sistema ritual on es considerava que tenien poder per si mateixos.